# Mengarinis öppning
Den här artikeln använder algebraisk schacknotation för att beskriva schackdragen.
Mengarinis öppning är en ovanlig schacköppning som definieras av dragen:
1. e4 e5
2. a3